# Șimand
Șimand is een Roemeense gemeente in het district Arad.
Șimand telt 4372 inwoners.